# Liste der Kulturdenkmäler in Heilberscheid
In der Liste der Kulturdenkmäler in Heilberscheid sind alle Kulturdenkmäler der rheinland-pfälzischen Ortsgemeinde Heilberscheid aufgeführt. Grundlage ist die Denkmalliste des Landes Rheinland-Pfalz (Stand: 21. Dezember 2021).

## Denkmalzonen
| Bezeichnung          | Lage                                                                                                   | Baujahr                 | Beschreibung                                                                                                 | Bild            |
| -------------------- | --- | ----------------------- | --- | --------------- |
| Denkmalzone Ortskern | Kirchstraße 1–4, Schulstraße 1–11 (ungerade Nummern) und 2, Am Gäßchen 4, Mittelstraße 1, 2 und 4 Lage | 17. und 18. Jahrhundert | Ortskern mit Kirche, ehemaliger Schule (Schulstraße 2) und umliegenden Gehöften des 17. und 18. Jahrhunderts | Fotos hochladen |

## Einzeldenkmäler
| Bezeichnung                               | Lage                                                            | Baujahr                           | Beschreibung | Bild                           |
| ----------------------------------------- | --------------------------------------------------------------- | --------------------------------- | --- | ------------------------------ |
| Wohnhaus                                  | Gelbachstraße 9 Lage                                            | 16. Jahrhundert                   | Fachwerkhaus eines Streckhofs, im Kern wohl aus dem 16. Jahrhundert                                                           | Fotos hochladen                |
| Wohnhaus                                  | Isselbacher Straße 12 Lage                                      | erste Hälfte des 19. Jahrhunderts | Fachwerkhaus mit Stallanbau, erste Hälfte des 19. Jahrhunderts                                                                | Fotos hochladen                |
| Wohnhaus                                  | Kirchstraße 1 Lage                                              |                                   | Fachwerkwohnhaus, teilweise massiv                                                                                            | Fotos hochladen                |
| Katholische Pfarrkirche Mariä Himmelfahrt | Kirchstraße 4 Lage                                              | 1889                              | neugotischer Backsteinsaal, bezeichnet 1889                                                                                   | weitere Bilder Fotos hochladen |
| Wohnhaus                                  | Kirchstraße 9 Lage                                              | 1663                              | Fachwerkhaus mit Niederlass, angeblich von 1663                                                                               | BW                             |
| Wohnhaus                                  | Kirchstraße 10 Lage                                             | 17. Jahrhundert                   | Fachwerkhaus mit Niederlass, teilweise massiv und verschiefert, wohl noch aus dem 17. Jahrhundert                             | Fotos hochladen                |
| Wohnhaus                                  | Kirchstraße 11 Lage                                             | 18. Jahrhundert                   | Fachwerkhaus, 18. Jahrhundert                                                                                                 | Fotos hochladen                |
| Hofanlage                                 | Mittelstraße 2 Lage                                             | 17. Jahrhundert                   | Hofanlage; Fachwerkhaus mit Niederlass, teilweise massiv, wohl noch aus dem 17. Jahrhundert, ehemalige Fachwerkscheune        | Fotos hochladen                |
| Wohnhaus                                  | Mittelstraße 4 Lage                                             |                                   | Fachwerkhaus, teilweise massiv                                                                                                | Fotos hochladen                |
| Wohnhaus                                  | Rothbornstraße 1 Lage                                           | 17. oder 18. Jahrhundert          | verputztes Fachwerkhaus mit Niederlass, teilweise massiv, wohl aus dem 17. oder 18. Jahrhundert                               | Fotos hochladen                |
| Hofanlage                                 | Schulstraße 1 Lage                                              | 17. Jahrhundert                   | Hofanlage; Fachwerkhaus, im Kern mindestens aus dem 17. Jahrhundert                                                           | Fotos hochladen                |
| Bürgerhaus                                | Schulstraße 2 Lage                                              |                                   | ehemalige Schule; Bruchsteinbau                                                                                               | Fotos hochladen                |
| Wohnhaus                                  | Schulstraße 9 Lage                                              | um 1700                           | Fachwerkhaus, teilweise massiv, wohl um 1700                                                                                  | Fotos hochladen                |
| Hofanlage                                 | Schulstraße 11 Lage                                             | 17. oder 18. Jahrhundert          | Streckhof; verputztes Fachwerkhaus, wohl aus dem 17. oder 18. Jahrhundert, Fachwerkscheune, teilweise massiv, 18. Jahrhundert | Fotos hochladen                |
| Gasthof                                   | Schulstraße 12 Lage                                             |                                   | Gasthof und ehemalige Scheune, Fachwerk, teilweise massiv                                                                     | Fotos hochladen                |
| Wohnhaus                                  | Spannhecker Straße 1 Lage                                       | 18. Jahrhundert                   | Fachwerkhaus mit Niederlass, Ständerbau, 18. Jahrhundert                                                                      | Fotos hochladen                |
| Wegekreuz                                 | nordöstlich des Ortes an der K 161; Flur Kalbesteinsgarten Lage | Ende des 19. Jahrhunderts         | nachbarockes Kruzifix, Holz, Ende des 19. oder Anfang des 20. Jahrhunderts (?)                                                | weitere Bilder Fotos hochladen |